# 海獣の子供
『海獣の子供』（かいじゅうのこども）は、五十嵐大介による日本の漫画。五十嵐にとっては初の長編作品であり、小学館の漫画雑誌『月刊IKKI』にて2006年2月号から2011年11月号まで連載された。第38回日本漫画家協会賞優秀賞、第13回文化庁メディア芸術祭マンガ部門優秀賞を受賞。第12回手塚治虫文化賞にノミネートされた。
2019年6月に同名の劇場アニメーション映画（監督：渡辺歩、制作：STUDIO 4℃）が公開された。

## 概要
大海原を舞台に生命の秘密を描いた作品。どこにも自分の居場所のない少女がジュゴンに育てられた兄弟と出逢い、原初の生命を海の底で再び誕生させるという「祭り」の参加者に選ばれて彼らの運命を見届けるまでの物語が独特かつ圧倒的な画力によってミステリアスに描かれている。
作中には世界各地の神話、民俗学、海洋学といった多彩な要素が盛り込まれている。作品の謎やテーマを言葉では語らず、徹底的に描写を重ねていくことで浮き彫りにしていったかなり挑戦的な漫画。特に5巻はほとんどセリフがないまま進んでいく。
五十嵐は連載スタート時にストーリーは全く考えておらず、どのように話を広げていくかについてはノープランだった。ただ漠然と「ジュゴンに育てられた少年と、彼と出逢うことになる少女の話にしよう。でも、物語の最後は海と宇宙とが繋がるようなものにしたい」ということを思っていた。きっかけは海の生物に興味を持って買った図鑑に載っていた魚への興味だった。海にまつわる不思議な話を描きたいと思った五十嵐は、意図的に数多くのサブエピソードが集まった物語という構成にした。そしてそれを一本の漫画にするために琉花という少女と彼女が経験する夏の出来事を主軸にした。ウェイトとしては海にまつわる不思議な話を描きたい気持ちの方が大きくて、琉花の物語もその一つというくらいの意識だった。作品のクライマックスに誕生祭を選んだのは、「宇宙と海が似ている」「関係がある」という表現にしたかったのと草野心平の「誕生祭」という詩が好きだったため。草野の詩は、ただ山の沼で蛙たちが鳴いている様子を言葉で描写したものだが、その詩の世界観を自分なりに漫画として形にできればと考え、少年と少女が「誕生祭」へ向かっていくという大まかな流れができたという。
連載終了の8年後にアニメ映画が公開された。

## あらすじ
自分の気持ちを言葉にするのが苦手な中学生の琉花は、部活でチームメイトと問題を起こして夏休み早々部活禁止になってしまう。母親と距離を置いていた彼女は、長い夏の間、学校でも家でも自らの居場所を失うことに。そんな琉花は、知っている人のいない海を探して東京に行き、そこで不思議な少年・海と出会う。ちょうどその頃、世界中の水族館で魚が発光しながら光となって消えていく不可思議な現象が多発していた。
琉花は父親の勤務する水族館で、水槽の中で海の生き物たちと一緒に泳ぐ海と再会する。そこで父とジムから、海は幼いころにもう一人の少年とともにジュゴンの群れと一緒にいるところを発見されたことを教えられる。海と親しくなった琉花は、浜辺で一緒に隕石が空から降り注ぐのを見る。海は、それを"人魂"と呼んだ。父からペナルティとして部活の代わりに海たちの相手をするように言われた琉花は、海を探しに来た浜辺で海の兄として育ったもう一人の少年・空と出会う。何もかもを見透かしたような空の物言いに、琉花は反感を覚える。
母が水族館にやって来ると、琉花は海と空とともに勝手に持ち出した水族館のクルーザーで海に逃げ出す。そこで琉花は、ジンベイザメが光となって消えていくのを目撃する。
三人の出逢いをきっかけに、地球上では様々な異変が起こり始める。

## 登場人物
安海 琉花（あづみ るか）
自分の気持ちを上手く言葉に出来ず、他人と接することが苦手な中学生。口より先に手が出てしまい、部活動でもチームメイトや対戦相手と度々トラブルを起こす。父親は別居中で、共に暮らす母とも距離を置いている。チームメイトに怪我をさせて部活禁止となった夏休みに海と空に出会い、事件へと巻き込まれていく。
海（うみ）
琉花が夜の東京湾で出会った不思議な少年。陸上より海中での活動に適応し、海洋生物たちと交感する能力の持ち主。兄の空ほどではないが乾燥に弱く、水中の方が活発に活動できる。10年前にフィリピンの沖合でジュゴンの群れと一緒にいるところを発見され、空と一緒に保護された。産まれてすぐから2、3歳までの間、ずっと海の中で生活していた。現在は空と共にジムの庇護下にある。琉花に対して好奇心を抱く。
空（そら）
海と共に発見され、彼の兄として育つ。血のつながりはなく、アジア系の海に対してヨーロッパやアフリカの血が混じっている。陸上での生活には不適応で、入退院を繰り返している。自分が何者かを調べて欲しいとジムに持ち掛けて実験に協力していたが、その後アングラードと共に失踪する。
ジム・キューザック
琉花の父が務める水族館に籍を置く海洋生物学者。世界各地を巡り、全身に滞在した土地の伝統的なタトゥーを入れている。海と空の保護者的存在で、二人の謎を解明しようと空の同意を得て人体実験に近い研究をしている。40年前に出会った空とよく似た少年を死なせてしまった経験がトラウマとなっており、空やアングラードに関わろうとする。
アングラード
若き天才海洋学者。6歳になるまで親を含む自分以外の人間との間に理解し合うための接点を持てなかった。その後、ジムに保護されて彼の相棒となるが、現在はジムの元を離れ、彼とは異なる立場で海と空の謎を追っている。
デデ / オリガ
世界中をたった一人で航海する自称「海のなんでも屋」。頼まれれば何でもする探偵であり、医師にして呪術師、占い師にして航海士である。オリガは彼女のパートナーである数学者グレゴリ博士（グリーシャ）が勝手に付けた呼び名で現在はデデと名乗っている。海牛類を調査する過程でジュゴンと共に捕獲された海と空を発見し、ジムに引き合わせた。
安海 正明（あづみ まさあき）
琉花の父。水族館職員。妻と娘とは別居中。二人のことを大事に思ってはいるが彼女たちのために何もできない。
安海加奈子（あづみ かなこ）
琉花の母。かつては正明と同じ水族館職員だった。九浦の海女の家系に育つ。母親は大海女だったが、後を継ぐのを嫌って正明と駆け落ちして実家とは絶縁状態。娘同様人間関係を築くことが苦手で、夫とも娘とも関係がうまく行っていない。
ジャン・ルイ
ジムの研究者仲間である中年の男性。世界中を廻りながら「海の子供」や海にまつわる様々な事象についての証言を収集・調査している。
先生
琉花の所属するハンドボール部の顧問。トラブルばかり起こす琉花に手を焼き、ついに部活への出入り禁止を言い渡す。

## 書誌情報
- 五十嵐大介『海獣の子供』小学館〈IKKI COMIX〉、全5巻
  1. 2007年7月30日発売、ISBN 978-4-09-188368-1
  2. 2007年7月30日発売、ISBN 978-4-09-188369-8
  3. 2008年7月30日発売、ISBN 978-4-09-188422-0
  4. 2009年7月30日発売、ISBN 978-4-09-188470-1
  5. 2012年7月30日発売、ISBN 978-4-09-188590-6

## 劇場アニメ
漫画と同題のアニメ映画が2019年6月に公開。アニメーション制作はSTUDIO4℃、監督は渡辺歩、キャラクターデザイン・総作画監督・演出は小西賢一が務めた。
第74回毎日映画コンクールアニメーション映画賞、第23回文化庁メディア芸術祭アニメーション部門大賞を受賞。

### キャスト
- 安海琉花 - 芦田愛菜[12]
- 海 - 石橋陽彩[12]
- 空 - 浦上晟周[注 1]
- アングラード - 森崎ウィン[13]
- 安海正明 - 稲垣吾郎[14]
- 安海加奈子 - 蒼井優[14]
- 先生 - 渡辺徹[14]
- ジム・キューザック - 田中泯[13]
- デデ - 富司純子[14]
- ジャン・ルイ - 平井俊輔
- 冬子 - 大井麻利衣
- アキ - 渚
- なつみ - 誠子
- 軍人 - 江上真悟
- 投資家 - 今泉厚
- ドクター - 堀総士郎
- 女子学生 - 柿原りんか、神田愛莉、松井響希、米山実来、川本青空
- ハンドボール部メンバー - 大谷満理奈（STU48）、門脇実優菜（STU48）※ゲスト声優[15]

### スタッフ
- 原作 - 五十嵐大介「海獣の子供」（小学館 IKKI COMIX刊）[12]
- 監督 - 渡辺歩[12]
- 脚本 - 木ノ花咲
- プロデューサー - 田中栄子[12]
- 製作 - 田中栄子、亀山敬司、趙小燕、久保雅一、大田圭二、筒井公久、井上肇
- Coプロデューサー - 沢辺伸政 井ノ口歩
- アソシエイトプロデューサー - 岡本順哉、高橋亜希人
- キャラクターデザイン・総作画監督・演出 - 小西賢一[12]
- 総作画監督補佐 - 林佳織、嶋田真恵、板垣彰子
- 作画監督 - 秦綾子、下司祐也、村上泉
- 筆頭原画 - 西田達三
- 作画監督助手 - 薮本和彦、白井孝奈、関みなみ、田中陽子
- 動画監督 - 田中陽子
- 美術監督 - 木村真二[12]
- 色彩設計・色指定・仕上検査・特殊効果 - 伊東美由樹[12]
- CGI監督 - 秋本賢一郎[12]
- プロダクションエンジニア - 平林匡人
- 編集 - 廣瀬清志
- 音響監督・サウンドエフェクト - 笠松広司[12]
- 録音 - 高木創
- フォーリー - 山口美香
- 音楽 - 久石譲[12]
- 主題歌 - 米津玄師「海の幽霊」（ソニー・ミュージックレーベルズ）[16]
- 助成 - 文化庁文化芸術振興費補助金（国際共同製作映画）
- 企画・製作 - Beyond C.
- アニメーション制作 - STUDIO 4℃[2]
- 製作 - 「海獣の子供」製作委員会（Beyond C.、DMM.com、Whateversmiles、小学館、東宝、SANKYO、パルコ）[12]
- 配給 - 東宝映像事業部[12]

### 制作
本作の企画書は、CGI（撮影処理）監督の秋本賢一郎と同スタッフの平野浩太郎によって提出された。制作期間は6年ほど。シナリオの作業に1年くらいかかっており、作画を始めてからは5年ほどだった。監督の渡辺が参加したのとほぼ同時に制作はスタートした。最初はシナリオライターが作業をしていたが、なかなか構成がまとまらず、渡辺が途中でシナリオを引き取った。しかし、一応テキストにはなっているものの非常にざっくりとしたものだったので、結局、絵コンテにする過程でクオリティを上げていくことになった。絵コンテは2015年の段階で一旦最後まで描き上げられたが、その後、ほとんど描き直された。
物語の構成において原作との一番大きな違いは、映画は"主人公・琉花のひと夏の体験"という枠組みを採用したところにある。物語は琉花という一人の少女のパーソナリティに収められ、琉花が経験したこと、理解したことの範囲で描かれた。当初のシナリオは、原作の内容を全部そのまま映像化する形だったので、どこを物語の中心にするか（海にまつわる話か、主人公か）という点が曖昧だった。さらに1本の映画としてオチを付けるべきかどうかということも問題になった。渡辺は可能な限り原作の雰囲気を活かしたかったが、全5巻の原作を2時間の映画に再構成するには、原作のエピソードを取捨選択する必要があった。短いエピソードを入れているとどうしても流れが寸断されてしまうので、物語を琉花の話としてまとめ、彼女が直接関わらないエピソードは描かないという方針が決められた。また映画は、琉花が戻ってきた後の陸での生活の部分を丁寧に描いている。映画のラストは、原作者の五十嵐の要望も取り入れて冒頭のトラブルと対応するように作られたオリジナルのシーンである。
手描きの作画アニメーションチームとCGアニメーションチームによる共同作業で、3DCGは手描き表現との差異が当たり前のものとされることも多いなか、どこまで作画に肉薄した絵が作れるのかが模索された。両者の比率を明確に分けるのは難しいが、あえて言えば50対50で、互いを補完し合うことによってすべてのシーンが成り立っている。3DCGを手描きの表現にいかに近づけるかという研究の積み重ねにより、手描きか3DCGかという分類を許さない、新たな領域の視覚表現が実現されている。作画のように見えるシーンでもカメラマップを使用してCGで制作している部分がある。CG作業に携わった総スタッフ数は30名ほど。総数約1,500カットのうち、140カットほどに何かしらでデジタル作画が入っており、その大半はラフ原画で使われている。また、15カットほどは原画から動画までフルデジタルで仕上げられている。
本作は手描きの作画を優位とし、3DCGは徹底して手描きと同様のアプローチで制作することが選択されている。作画スタッフは独特なタッチの原作の絵が持つ魅力を手描き表現で再現することにこだわり、五十嵐の原作の持つイメージを映像化しようとした。1カットごとに小西のOKを得ていたため、カットごとに担当したクリエイターの色が濃く出ており、それが本作の大きな特徴にもなっている。映画化にあたっては五十嵐大介の原作の絵をどのような形でアニメに落とし込むのかが重要な検討事項となった。キャラクターデザイン・総作画監督の小西は、原作者の五十嵐の絵そのものが作品の魅力の多くを占めていると語り、五十嵐からは「もうちょっとアニメっぽい、受け入れられやすい画にしてもいいのではないか」ということも言われたが、できる限り原作のタッチを生かしながらキャラクターデザインを行っている。キャラクターデザインのみならず、波や海など自然現象の表現についても、小西は手描きへのこだわりを見せている。小西はこれらの表現について「手描き作画で描くということは、イコール、キャラクター化するということで、人や生き物と同義に魂が宿ることになる」と語っており、3DCGではなく手描きにこだわって表現することで、自然現象にも登場人物と同様に魂が宿ったような動きを与えることを志向した。小西の3DCGスタッフへの要求は非常に高く、手描きアニメーターに対するのと同等のチェックをしていた。一方、CGIスタッフは、手描きの作画表現に限りなく近づけた「CGっぽくない」CG表現によって、3DCGの担当部分においても、原作の持つ印象を忠実に再現することを目指した。海洋生物に関しては、人間のキャラクターの周りを泳ぎ回るシーンでは作画を、キャラクターの背後や作画の全くないシーンなどで大量に魚がいる場合などにはCGを用いた。特に魚群のシーンでは、魚の種類によって異なる泳ぎ方を把握して動きを付けた上で、魚そのものや魚群全体の動きをエフェクトのように描いてCGにありがちな不自然さを無くした。

### 公開
2019年6月7日から全国164スクリーンで公開された。

### 賞歴
| 賞                                           | 授賞式         | 部門                     | 結果       |
| -------------------------------------------- | -------------- | ------------------------ | ---------- |
| 第74回毎日映画コンクールアニメーション映画賞 | 2019年12月20日 | 大賞                     | 受賞       |
| 第23回文化庁メディア芸術祭アニメーション部門 | 2020年3月6日   | 大賞                     | 受賞       |
| 第43回アヌシー国際アニメーション映画祭       | 2019年6月15日  | Contrechamp部門          | ノミネート |
| 第52回シッチェス・カタロニア国際映画祭       | 2019年10月13日 | Noves Visions部門        | ノミネート |
| 第43回オタワ国際アニメーション映画祭         | 2019年9月29日  | 長編コンペティション部門 | ノミネート |
| 第22回富川国際アニメーション映画祭           | 2020年10月27日 | 長編部門グランプリ       | 受賞       |
| 第22回富川国際アニメーション映画祭           | 2020年10月27日 | 音楽賞                   | 受賞       |